# الليفية
الليفية منطقة عراقية في جنوب غرب ناحية الشبكة، في قضاء النجف في محافظة النجف، بصحراء الحجرة بالبادية العراقية، غرب العراق، فيها آبار، (حسيان) عذبة عمقهن بين متر وخمسة أمتار، متاخمة للحدود العراقية السعودية وذُكرت في اتفاقيات ترسيم الحدود بينهما.

## وصلات خارجية
- موقع الليفية AL LIFIYAH في أطلس العالم